# 果岭

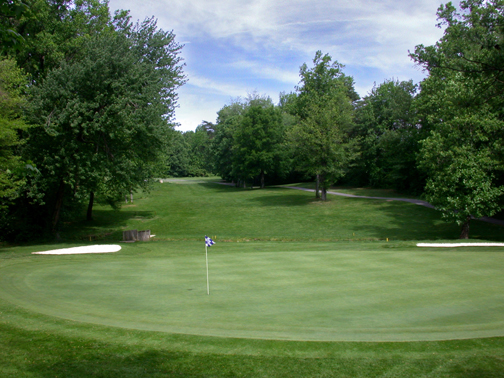
果岭

果岭是高尔夫球运动中的一个术语，是指球洞所在地，果嶺二字即為英文音譯而來。
在高尔夫球场上，果岭指球洞所在的区域，草面平滑有助于推球。果岭没有固定的尺寸和形状，果岭也不一定是小山丘。果岭上會將草修剪得較短，以利於球的滾動。
高尔夫球的第一個目標即是將球打上果嶺，再進一步推桿來推進球洞。
果岭的草比球场其他区域的草更为细嫩。穿著高跟鞋不得进入果岭，以免踏坏草坪受真菌感染導致币斑病。